# تولدان (ميانكوه)
تولدان (بالفارسية: تولدان) هي قرية تقع في إيران في Miankuh Rural District. يقدر عدد سكانها بـ 92 نسمة بحسب إحصاء 2016.